# Invasion somalienne de l'Ogaden
L'invasion somalienne de l'Ogaden survint en juillet 1977, lorsque la Somalie, sous la conduite de son armée nationale, lança une offensive contre l'Éthiopie. Cette offensive se déploya en deux formations distinctes : la première, principale, visait à s'emparer des villes stratégiques de Djidjiga, Harar et Dire Dawa ; tandis que la seconde, de moindre envergure, se dirigeait vers Dolo, Gode et Imi. L'Armée nationale somalienne (SNA) se lança dans l'assaut de l'Ogaden le 12 juillet 1977, conformément aux rapports émanant du ministère de la défense nationale de l'Éthiopie. Toutefois, d'autres sources divergent quelque peu et mentionnent respectivement les dates du 13 ou du 23 juillet,.  

## Forces
Selon des sources éthiopiennes, l'invasion somalienne mobilisait un contingent considérable : 70 000 soldats, 40 appareils de chasse, 250 chars d'assaut, 350 véhicules blindés de transport de troupes et six cents pièces d'artillerie, représentant ainsi presque l'intégralité des forces armées somaliennes. De leur côté, les responsables soviétiques évaluèrent l'effectif des assaillants somaliens à vingt-trois mille militaires, soutenus par 150 chars T-34 et 50 T-54/55, auxquels s’ajoutaient 250 transports de troupe blindés, notamment des modèles BTR-50PK, BTR-152 et BTR-60PB. Outre les contingents réguliers somaliens, quinze mille combattants issus des rangs du Front de libération de la Somalie occidentale (WSLF) prirent également part aux opérations dans la région de l’Ogaden.
Les forces éthiopiennes déployées dans la région de l’Ogaden se composaient pour l’essentiel de la troisième division mécanisée de l’armée impériale, laquelle bénéficiait du concours d’un neuvième escadron de chasse improvisé, pourvu d’appareils à réaction du type F-5E Tiger II. Cette formation, quoique disparate dans sa constitution, s’employa avec une certaine résolution à défendre les positions éthiopiennes face aux assauts adverses.

## Bataille

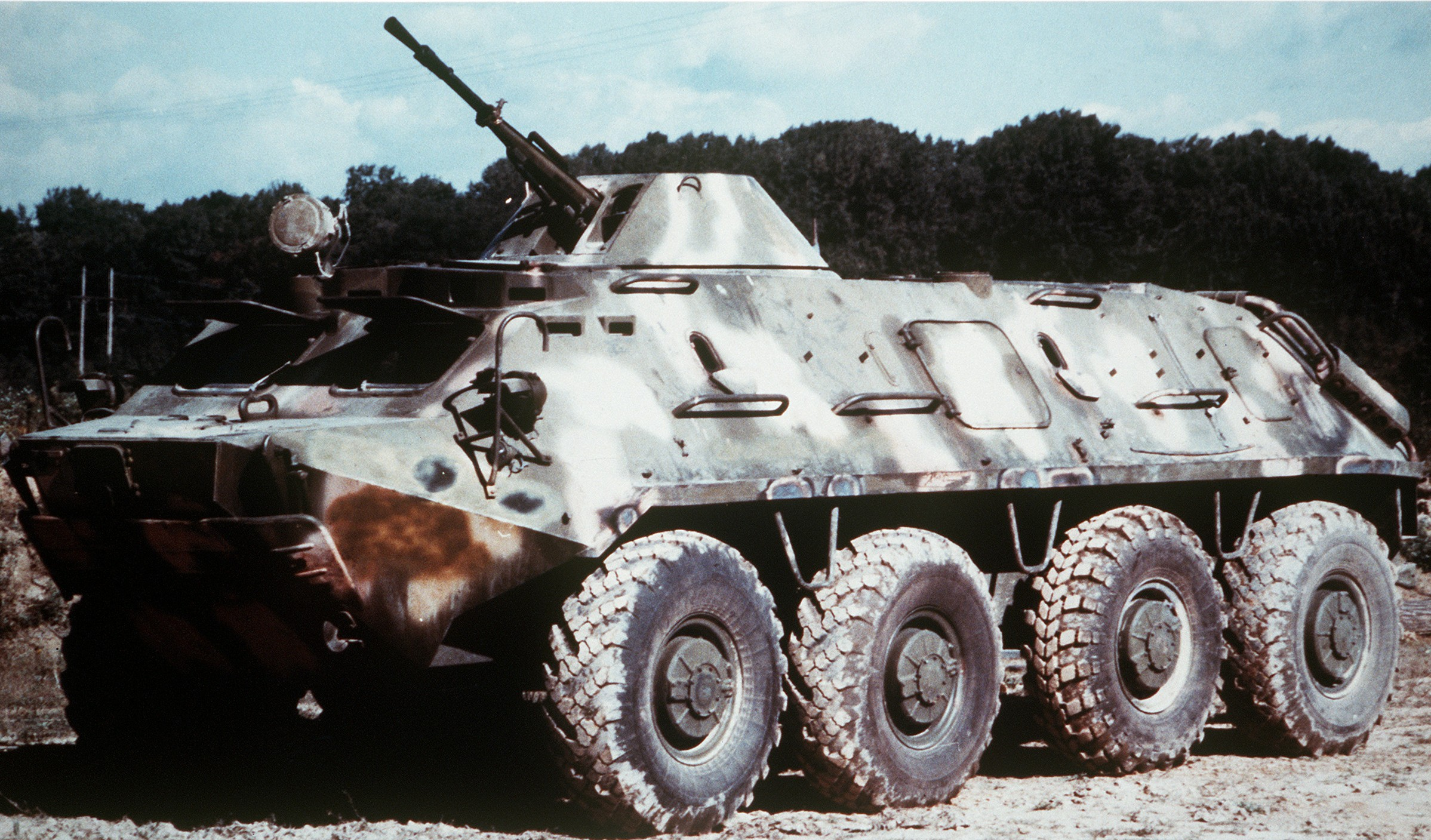
Un véhicule blindé de transport de troupes BTR-60 de l'armée nationale somalienne.

À la fin du mois de juillet 1977, les forces combinées de l'armée nationale somalienne (SNA) et du Front de libération de l'Ogaden occidental (WSLF) avaient conquis près de soixante pour cent de l'Ogaden, y compris la ville de Gode, sise sur les rives de la Chébéli. Dès les premières heures de l'offensive, les assaillants connurent toutefois des revers notables : à Dire Dawa et Djidjiga, les défenseurs éthiopiens infligèrent d'amères défaites aux forces somaliennes. Dans le même temps, la Force aérienne éthiopienne (EAF) s'attacha, non sans labeur, à établir sa prééminence aérienne grâce à ses chasseurs Northrop F-5, bien que ceux-ci fussent initialement surpassés en nombre par les MiG-21 somaliens. Cependant, en dépit de cette fragile supériorité tactique, les armements et la technologie déployés par la Somalie dépassaient notablement ceux de l'Éthiopie, reléguant l'armée éthiopienne dans un état de dénuement militaire préoccupant. Le général soviétique Vassili Petrov, observateur dépêché par Moscou, dut rendre compte du triste état dans lequel se trouvait cette armée, jadis fière. Les 3e et 4e divisions d'infanterie éthiopiennes, confrontées à l'assaut somalien, avaient subi des pertes si accablantes qu'elles se trouvaient réduites à l'inanité, sinon à l'anéantissement pur et simple. 
Le 17 août 1977, les avant-gardes de l'armée somalienne parvinrent aux abords de la cité stratégique de Dire Dawa. Cette localité, éminemment névralgique, abritait non seulement la deuxième plus vaste base aérienne militaire du pays, mais constituait également un carrefour primordial des routes éthiopiennes vers la région de l'Ogaden. De surcroît, la voie ferrée capitale reliant l'Éthiopie à la mer Rouge traversait cette ville ; dès lors, sa prise par les forces somaliennes eût plongé le pays dans une situation critique, l'empêchant tant d'exporter ses récoltes que d'acheminer l'équipement militaire indispensable à la poursuite des hostilités. Selon l'historien Gebre Tareke, les Somaliens engagèrent dans cette offensive deux brigades motorisées, un bataillon blindé et une batterie de missiles balistiques. Face à eux se dressaient des forces éthiopiennes hétérogènes, composées de la deuxième division de milice, du 201ème bataillon Nebelbal, du 781ème bataillon relevant de la 78ème brigade, de la quatrième compagnie mécanisée ainsi que d'un peloton de chars sommairement doté de deux véhicules blindés. Les combats s'avérèrent d'une violence inouïe, les protagonistes étant pleinement conscients des enjeux décisifs liés à l'issue de l'affrontement. Durant ces deux jours d'engagement intense, les forces somaliennes parvinrent à occuper temporairement l'aérodrome, exploit qui fut toutefois de brève durée. Les Éthiopiens, opposant une résistance opiniâtre, réussirent à refouler les assaillants et à les contraindre à la retraite. Ainsi, cette lutte acharnée entra dans l'histoire sous le nom de bataille de Dire Dawa. La cité, épargnée dès lors par de nouvelles incursions, conserva son rôle de bastion inviolé au sein de la géographie conflictuelle de la région. La victoire éthiopienne marqua un tournant, enrayant pour un temps les ambitions expansionnistes de l'armée somalienne dans cette zone cruciale.
En octobre 1977, il advint que les troupes somaliennes, appuyées par les forces du WSLF, eussent assujetti jusqu’à 90 % de l’étendue territoriale de l’Ogaden. Cette contrée, au demeurant âpre et disputée, s’étend alors sur quelque 320 000 kilomètres carrés

## Sources
1. ↑  Tareke 2000, p. 644.
2. ↑  Ayele 2014, p. 106.
3. ↑  Schaefer, « Ethiopian Airpower:From Inception to Victory in the Ogaden War »
4. ↑  Urban 1983, p. 42.
5. ↑  Tareke 2000, p. 646.